# عدد مركب ثنائي
في الرياضيات العدد العقدي الثنائي هو عدد له الصيغة a + bi1 + ci2 + dj حيث i1 ، i2 و كذلك j هي مقادير تخيلية. استناداً إلى قواعد ضرب المقادير التخيلية وإذا فرضنا أن A = a + bi1 و B = c + di1 فإنه من الممكن كتابة العدد العقدي الثنائي بالشكل A + Bi2.
الأعداد العقدية الثنائية مشابهة للأعداد العقدية، ولكن كلا القسمين هنا أعداد عقدية بدلاً من أعداد حقيقية، فهي تتحول إلى أعداد عقدية عندما يكون A و B أعداد حقيقية. إن مجموعة جميع الأعداد العقدية الثنائية تشكل ما يسمى الحلقة التبادلية؛ وهكذا فإن ضرب الأعداد العقدية الثنائية يحقق أنه تبديلي و تجميعي وقابل للتوزيع على الجمع. ووفقاً لما سبق و باحترام قواعد ضرب المقادير التخيلية، يمكننا ضرب أي عددين عقديين ثنائيين. تعطى قواعد ضرب المقادير التخيلية كما يلي:
- i1 · i1 = −1
- i2 · i2 = −1
- j · j = 1
- i1 · i2 = j
- i1 · j = −i2
- i2 · j = −i1

التقسيم غير معرف من أجل بعض الأعداد العقدية الثنائية حيث أن بعضها قواسم للصفر، و لا يمكن تقسيمها أبداً.وكمثال
على هذه الأعداد 1 + j و i1 + i2.